# Battaglia di Moore's Creek Bridge
La battaglia di Moore's Creek Bridge fu una battaglia della guerra d'indipendenza americana combattuta vicino a Wilmington nell'attuale Contea di Pender, nella Carolina del Nord, il 27 febbraio 1776. La vittoria delle forze rivoluzionarie della Carolina del Nord sui lealisti del sud contribuì a costruire il sostegno politico per la rivoluzione e aumentò il reclutamento di ulteriori soldati nelle loro forze.
Gli sforzi di reclutamento lealisti all'interno della Carolina del Nord iniziarono seriamente con la notizia delle Battaglie di Lexington e Concord, e anche i patrioti nella provincia iniziarono a organizzare unità dell'esercito continentale e della milizia. Quando nel gennaio del 1776 arrivò la notizia di una prevista spedizione dell'esercito britannico nell'area, Josiah Martin, il governatore reale, ordinò alla milizia lealista di radunarsi in attesa del loro arrivo. La milizia rivoluzionaria e le unità continentali si mobilitarono per impedire l'incontro, bloccando diverse rotte fino a quando i lealisti mal armati furono costretti ad affrontarli a Moore's Creek Bridge, a circa 29 chilometri (18 miglia) a nord di Wilmington.
In un breve impegno mattutino, una scarica di moschetti fu sparata attraverso il ponte contro degli scozzesi lealisti che brandivano le spade. Un leader lealista fu ucciso, un altro catturato e l'intera forza fu dispersa. Nei giorni seguenti, molti lealisti furono arrestati, ostacolando ulteriormente gli sforzi di reclutamento. La Carolina del Nord non fu più militarmente minacciata fino al 1780, e i ricordi della battaglia e delle sue conseguenze negarono gli sforzi di Charles Cornwallis per reclutare lealisti nell'area nel 1781.

## Contesto strategico

### Reclutamento britannico
All'inizio del 1775, con le tensioni politiche e militari in aumento nelle Tredici colonie, il governatore reale della Carolina del Nord, Josiah Martin, sperava di combinare il reclutamento di coloni scozzesi all'interno della Carolina del Nord con quello di ex regolatori simpatizzanti (un gruppo originariamente contrario alla corrotta amministrazione coloniale) e lealisti disaffezionati nelle aree costiere per costruire una grande forza lealista per contrastare le simpatie patriottiche nella provincia. La sua richiesta a Londra di reclutare 1 000 uomini era stata respinta, ma continuò a impegnarsi per ottenere il sostegno dei lealisti.
All'incirca nello stesso periodo, lo scozzese Allan Maclean fece pressioni al re Giorgio III per ottenere il permesso di reclutare scozzesi lealisti in tutto il Nord America. Ad aprile, ricevette il permesso reale di sollevare un reggimento noto come emigranti delle Highlands reali reclutando soldati scozzesi in pensione che vivevano nel Nord America. Un battaglione doveva essere reclutato nelle province settentrionali, tra cui New York, Quebec e Nuova Scozia, mentre un secondo battaglione doveva essere sollevato nella Carolina del Nord e in altre province del sud, dove un gran numero di questi soldati era stato dato terra. Dopo aver ricevuto le sue commissioni dal generale Thomas Gage a giugno, Maclean inviò Donald MacLeod e Donald MacDonald, due veterani della battaglia di Bunker Hill del 17 giugno, a sud, per guidare la campagna di reclutamento lì. Questi reclutatori erano anche consapevoli del fatto che Allan MacDonald, marito della famosa eroina giacobita Flora MacDonald, stava già reclutando attivamente nella Carolina del Nord. Il loro arrivo a New Bern fu sospettato dai membri del Comitato per la sicurezza della Carolina del Nord, ma non furono arrestati.
Il 3 gennaio 1776, Martin apprese che una spedizione di oltre 2 000 truppe al comando del generale Henry Clinton era prevista per le colonie meridionali e che il loro arrivo era previsto a metà febbraio. Comunicò ai reclutatori che si aspettava che consegnassero le reclute sulla costa entro il 15 febbraio e inviò Alexander Maclean a Cross Creek (l'attuale Fayetteville) per coordinare le attività in quella zona. Mclean riferì ottimisticamente a Martin che avrebbe sollevato ed equipaggiato 5 000 regolatori e 1 000 scozzesi. Si dice che Martin abbia detto "Questo è il momento in cui questo paese potrebbe essere liberato dall'anarchia", in attesa di una vittoria lealista della Carolina del Nord.
In una riunione dei leader scozzesi e dei regolari a Cross Creek il 5 febbraio, c'è stato un disaccordo su come procedere. Gli scozzesi volevano aspettare fino all'arrivo delle truppe britanniche prima di radunarsi, mentre i regolatori volevano muoversi immediatamente. Le opinioni di questi ultimi prevalsero poiché sostenevano di essere in grado di sollevare 5 000 uomini, mentre gli scozzesi prevedevano di aumentare solo da 700 a 800. Quando le forze si radunarono il 15 febbraio, c'erano circa 3 500 uomini, ma il numero diminuì rapidamente nei giorni successivi. Molti uomini si aspettavano di essere incontrati e scortati dalle truppe britanniche e non apprezzavano la possibilità di dover combattere per la costa. Quando hanno marciato tre giorni dopo, il generale di brigata Donald MacDonald guidò tra 1 400 e 1 600 uomini, prevalentemente scozzesi. Questo numero è stato ulteriormente ridotto nei prossimi giorni quando più uomini abbandonarono la colonna.

### Reazione rivoluzionaria
Con la reazione della guerra rivoluzionaria, la notizia dell'incontro di Cross Creek raggiunse i membri del Congresso provinciale rivoluzionario della Carolina del Nord pochi giorni dopo che era accaduto. Le colonie furono ampiamente prospere alla vigilia della rivoluzione americana. In base alle risoluzioni del Secondo congresso continentale, il Congresso provinciale aveva sollevato il 1º Reggimento dell'Esercito continentale della Carolina del Nord nell'autunno del 1775 e aveva dato il comando al colonnello James Moore. Anche i comitati locali di sicurezza di Wilmington e New Bern avevano organizzazioni attive della milizia, guidate rispettivamente da Alexander Lillington e Richard Caswell. Il 15 febbraio le forze patriottiche iniziarono a mobilitarsi.

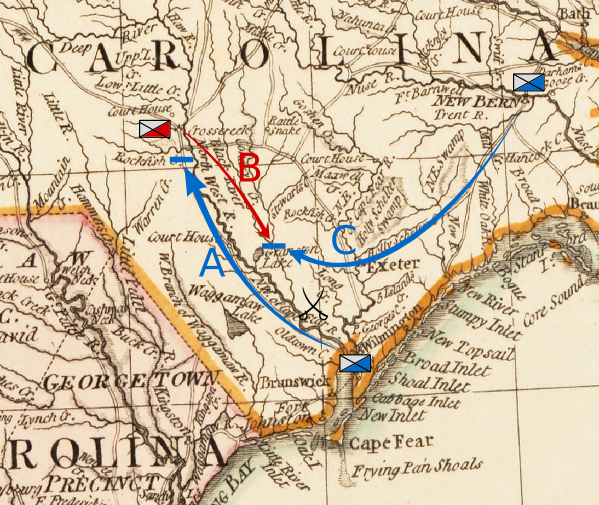
Mappa raffigurante movimenti preliminari:
A: Moore si sposta da Wilmington a Rockfish Creek
B: MacDonald si trasferisce sul traghetto di Corbett C: Caswell si sposta da New Bern a Corbett's Ferry

Moore condusse 650 continentali fuori da Wilmington con l'obiettivo di impedire ai lealisti di raggiungere la costa. Si accamparono sulla costa meridionale del Rockfish Creek il 15 febbraio, a circa 11 chilometri (7 miglia) dal campo lealista. Il generale MacDonald venne a sapere del loro arrivo e inviò a Moore una copia di un proclama emesso dal governatore Martin e una lettera in cui invitava i ribelli a deporre le armi. Moore rispose con il suo appello che i lealisti deponessero le armi e sostenessero la causa del Congresso. Nel frattempo, Caswell guidò 800 miliziani della Brigata del Nuovo Distretto di Berna verso l'area. Tra i continentali c'erano 58 inglesi emigrati nella Carolina del Nord negli anni 1730 e 1740 e che stavano combattendo per la causa patriota, così come 290 dei loro figli che erano nati e cresciuti nella Carolina del Nord. Oltre a questo c'erano undici gallesi e 39 dei loro figli americani che combatterono anche sotto Lillington. Un numero minore di Lowlands scozzesi, principalmente provenienti dalle tre contee scozzesi del Selkirkshire, Berwickshire e Roxburghshire, erano presenti anche sul lato dei patrioti. Molti degli uomini che combatterono sotto Lillington e Caswell erano caroliniani di terza generazione i cui nonni erano stati immigrati inglesi che erano venuti a far parte di una grande migrazione verso Le Caroline dalle regioni inglesi del Wiltshire, Northamptonshire, Hertfordshire e da molti agricoltori della parte meridionale del Lincolnshire, in Inghilterra, all'inizio del 1700. Al contrario, il reggimento lealista di fronte a loro consisteva esclusivamente di Scots Tories (in particolare sullo sfondo degli scozzesi delle Highlands), che possedevano grandi piantagioni lungo il fiume Cape Fear che fu insediato da aristocratici della regione delle Highlands scozzesi.

### Marcia lealista
MacDonald, con la sua strada preferita bloccata da Moore, scelse un percorso alternativo che alla fine avrebbe portato la sua forza al Widow Moore's Creek Bridge, a circa 29 chilometri (18 miglia) da Wilmington. Il 20 febbraio attraversò il fiume Cape Fear a Cross Creek e distrusse le barche per negarne l'uso. Le sue forze attraversarono quindi il South River, dirigendosi verso il Corbett's Ferry, un incrocio del Black River. Su ordine di Moore, Caswell raggiunse per primo il traghetto e vi mise un blocco. Moore, per precauzione contro la sconfitta o l'elusione di Caswell, distaccò Lillington con 150 milizie di Wilmington e 100 uomini sotto il colonnello John Ashe della New Hanover Volunteer Company of Rangers per prendere posizione al Widow Moore's Creek Bridge. Questi uomini, mossi da marce forzate, viaggiarono lungo la riva meridionale del fiume Cape Fear fino a Elizabethtown, dove attraversarono la riva nord. Da lì si diressero verso la confluenza del fiume nero e di Moore's Creek, e iniziarono a trincerarsi sulla riva orientale del torrente. Moore staccò altre compagnie della milizia per occupare Cross Creek e seguì Lillington e Ashe con i continentali più lenti. Seguirono lo stesso percorso, ma non arrivarono fino a dopo la battaglia.
Quando MacDonald e la sua forza raggiunsero Corbett's Ferry, trovarono la traversata bloccata da Caswell e dai suoi uomini. MacDonald si preparò per la battaglia, ma fu informato da uno schiavo locale che c'era una seconda traversata a poche miglia lungo il fiume Nero che potevano usare. Il 26 febbraio, ordinò alla sua retroguardia di fare una dimostrazione come se stessero progettando di attraversare mentre guidava il suo corpo principale fino a questa seconda traversata e si diresse verso il ponte a Moore's Creek. Caswell, una volta che si rese conto che MacDonald gli aveva dato la ricevuta, si affrettò i suoi uomini a 16 chilometri (10 miglia) a Moore's Creek, e battere MacDonald lì solo per poche ore. MacDonald mandò uno dei suoi uomini nel campo patriota sotto una bandiera di tregua per chiedere la loro resa e per esaminare le difese. Caswell rifiutò, e l'inviato è tornato con un piano dettagliato delle fortificazioni dei patrioti.

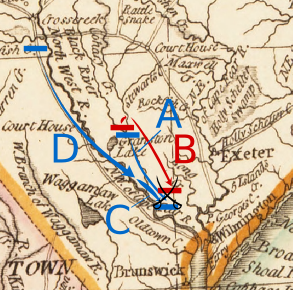
Mappa raffigurante i movimenti verso Moore's Creek Bridge:
A: Il movimento di Caswell
B: movimento di MacDonald
C: movimento di Lillington e Ashe
D: Il movimento di Moore

Caswell aveva sollevato alcune trincee sul lato ovest del ponte, ma queste non erano situate a vantaggio dei patrioti. La loro posizione richiedeva ai patrioti di difendere una posizione la cui unica linea di ritirata era attraverso lo stretto ponte, un netto svantaggio che MacDonald riconobbe quando vide i piani. In un consiglio tenuto quella notte, i lealisti decisero di attaccare, poiché l'alternativa di trovare un'altra traversata avrebbe potuto dare a Moore il tempo di raggiungere la zona. Durante la notte, Caswell decise di abbandonare quella posizione e invece di assumere una posizione sul lato opposto del torrente. Per complicare ulteriormente l'uso del ponte da parte dei lealisti, la milizia prese il suo asse e unse le rotaie di supporto.

## La battaglia
Al momento del loro arrivo a Moore's Creek, il contingente lealista si era ridotto tra i 700 e gli 800 uomini. Circa 600 di questi erano scozzesi delle Highlands e il resto erano regolari. Inoltre, la marcia aveva messo a dura prova l'anziano MacDonald; si ammalò e consegnò il comando al tenente colonnello Donald MacLeod. I lealisti ruppero il campo all'una di notte del 27 febbraio e marciarono per le poche miglia dal loro campo al ponte. Arrivati poco prima dell'alba, trovarono le difese sul lato ovest del ponte non occupate. MacLeod ordinò ai suoi uomini di adottare una linea difensiva dietro gli alberi vicini quando una sentinella rivoluzionaria attraverso il fiume sparò con il suo moschetto per avvertire Caswell dell'arrivo lealista. Sentendo questo, MacLeod ordinò immediatamente l'attacco.
Nella nebbia prima dell'alba, una compagnia di scozzesi si avvicinò al ponte. In risposta a una richiesta di identificazione lanciata in tutto il torrente, il capitano Alexander Mclean si identificò come amico del re e rispose anche in gaelico. Non sentendo risposta, ordinò alla sua compagnia di aprire il fuoco, iniziando uno scambio di spari con le sentinelle patriote. Il colonnello MacLeod e il capitano John Campbell guidarono quindi una selezionata compagnia di spadaccini in marcia attraverso il ponte.
Durante la notte, Caswell e i suoi uomini avevano stabilito un movimento semicircolare attorno all'estremità del ponte e li avevano armati con due piccoli pezzi di artiglieria da campo. Quando gli scozzesi si trovavano a meno di 30 passi dal movimento terra, i patrioti aprirono il fuoco con effetti devastanti. MacLeod e Campbell caddero entrambi in una grandinata di spari; Il colonnello Moore riferì che MacLeod era stato colpito da oltre 20 palle di moschetto. Armati solo di spade e di fronte a una potenza di fuoco travolgente da moschetti e artiglieria, gli scozzesi delle Highlands non poterono fare altro che ritirarsi. Gli elementi sopravvissuti della compagnia di Campbell tornarono sul ponte e la forza lealista si dissolse e si ritirò.
Sfruttando il successo, le forze rivoluzionarie rapidamente sostituirono il fasciame del ponte e si misero a caccia. Una compagnia intraprendente guidata da uno dei luogotenenti di Caswell forgiava il torrente sopra il ponte, fiancheggiando i lealisti in ritirata. Il colonnello Moore arrivò sulla scena poche ore dopo la battaglia. Dichiarò nel suo rapporto che 30 lealisti erano stati uccisi o feriti, "ma poiché alcuni di loro devono essere caduti nel torrente, oltre a quelli che sono stati portati via, suppongo che la loro perdita possa essere stimata in una cinquanta". I leader rivoluzionari riferirono di uno ucciso e uno ferito.

## Conseguenze
Nel corso dei giorni successivi, le forze patriote misero i lealisti in fuga. In tutto, circa 850 uomini furono catturati. La maggior parte di questi furono rilasciati in libertà vigilata, ma i capifamiglia furono inviati a Filadelfia come prigionieri. In combinazione con la cattura del campo lealista di Cross Creek, i patrioti confiscarono 1 500 moschetti, 300 fucili e 15 000 dollari (come stimato all'epoca) di oro spagnolo. Molte delle armi erano probabilmente attrezzature da caccia e potrebbero essere state prese da persone non direttamente coinvolte nella rivolta lealista. L'azione ebbe un effetto galvanizzante sul reclutamento di patrioti e gli arresti di molti leader lealisti in tutta la Carolina del Nord cementarono il controllo patriota sullo stato. Un giornale pro-patrioti riferì dopo la battaglia: "Questo, pensiamo, metterà effettivamente fine ai lealisti nella Carolina del Nord". Nonostante i duri sentimenti di entrambe le parti, i prigionieri sono furono trattati con rispetto. Ciò aiutò a convincere molti a non riprendere le armi contro i patrioti.
La battaglia ebbe effetti significativi all'interno della comunità scozzese della Carolina del Nord, dove i lealisti si rifiutarono di presentarsi quando le chiamate alle armi furono fatte più tardi nella guerra, e molti furono fatti uscire dalle loro case dalle attività di saccheggio dei loro vicini patrioti. Flora MacDonald finì per tornare alla sua nativa Skye nel 1779, e quando il generale Charles Cornwallis attraversò l'area di Cross Creek nel 1781, riferì che "molti degli abitanti entrarono in campo, mi strinsero per mano, dissero che erano contenti di vederci e che avevamo battuto Greene e poi siamo tornati a casa".
Quando la notizia della battaglia raggiunse Londra, ricevette commenti contrastanti. Un rapporto di notizie minimizzò la sconfitta in quanto non aveva coinvolto truppe dell'esercito regolare, mentre un altro notò che una forza "patriota" inferiore aveva sconfitto i lealisti. Lord George Germain, il funzionario britannico responsabile della gestione della guerra a Londra, rimase convinto nonostante la clamorosa sconfitta che i lealisti erano ancora una forza sostanziale da sfruttare.
La spedizione che i lealisti avevano in programma di incontrare fu notevolmente ritardata e non partì da Cork, in Irlanda, fino a metà febbraio. Il convoglio fu ulteriormente ritardato e diviso a parte dal maltempo, quindi l'intera forza non arrivò al largo di Cape Fear fino a maggio. Mentre la flotta si radunava, il congresso provinciale della Carolina del Nord si riunì ad Halifax e all'inizio di aprile passarono le risoluzioni di Halifax, autorizzando i delegati della colonia al Congresso continentale a votare per l'indipendenza dalla Gran Bretagna. Il generale Clinton ha usato la forza nel tentativo di prendere Charleston, nella Carolina del Sud. Il suo tentativo fallì; rappresentò la fine di significativi tentativi britannici di controllare le colonie meridionali fino alla fine del 1778.
Il sito del campo di battaglia fu preservato alla fine del XIX secolo attraverso sforzi privati che alla fine ricevettero sostegno finanziario dallo stato. Il governo federale assunse il posto di battaglia come parco militare nazionale gestito dal dipartimento di guerra nel 1926. Il Dipartimento di Guerra gestì il parco fino al 1933, quando il National Park Service iniziò a gestire il sito come Moores Creek National Battlefield. È stato elencato nel registro nazionale dei luoghi storici nel 1966. La battaglia viene commemorata ogni anno durante l'ultimo fine settimana completo di febbraio.

## Numeri delle truppe
I primi resoconti della battaglia spesso fraintendevano le dimensioni di entrambe le forze coinvolte nella battaglia, in genere riportando che 1 600 lealisti affrontarono 1 000 patrioti. Questi numeri sono ancora utilizzati dal National Park Service. Lo storico David Wilson, tuttavia, sottolinea che la grande dimensione lealista è attribuita ai rapporti del generale MacDonald e del colonnello Caswell. MacDonald dette quella cifra a Caswell e rappresenta una stima ragionevole del numero di uomini che iniziarono la marcia a Cross Creek. Alexander Mclean, che era presente sia a Cross Creek che alla battaglia, riferì che erano presenti solo 800 lealisti nella battaglia, così come il governatore Martin. Le forze di patrioti furono anche sottostimate in quanto Caswell apparentemente raggruppò casualmente le forze di rangers di John Ashe come parte della compagnia di Lillington nel suo rapporto.

## Abbandono del processo ai Minutemen della Carolina del Nord
L'ordine di battaglia dei patrioti includeva un mix di unità di Minutemen e Milizia della Carolina del Nord. A causa delle azioni della milizia locale e dei maggiori costi dei Minutemen, l'Assemblea Generale della Carolina del Nord abbandonò l'uso dei Minutemen il 10 aprile 1776 a favore delle brigate e dei reggimenti della milizia locale. Le seguenti unità di patrioti parteciparono a questa battaglia:
Minutemen e truppe di Stato:
- Battaglione dei Minutemen del Nuovo Distretto di Berna, 13 compagnie
- Battaglione Minutemen del distretto di Wilmington, 4 compagnie
- Battaglione Minutemen del distretto di Halifax, 5 compagnie
- Battaglione di Minutemen del distretto di Hillsborough, 7 compagnie
- 1º battaglione di Minutemen del distretto di Salisbury, 1 compagnia
- 2º battaglione di Minutemen del distretto di Salisbury, 11 compagnie
- 1º Reggimento della Carolina del Nord, 7 compagnie

Milizia locale:
- Brigata distrettuale di Halifax
  - Reggimento della contea di Halifax, 1 compagnia
  - Reggimento della contea di Northampton, 1 compagnia
- Brigata del distretto di Hillsborough
  - Reggimento della contea di Chatham, 4 compagnia
  - Reggimento della contea di Granville, 1 compagnia
  - Reggimento della contea di Orange, 1 compagnia
  - Reggimento della contea di Wake, 4 compagnie
- Nuova brigata del distretto di Berna
  - Reggimento della contea di Craven, 4 compagnie
  - Reggimento della contea di Dobbs, 8 compagnie
  - Reggimento della contea di Johnston, 5 compagnie
  - Reggimento della contea di Pitt, 4 compagnie
- Brigata del distretto di Salisbury
  - Reggimento della contea di Anson, 2 compagnie
  - Reggimento della contea di Guilford, 12 compagnie
  - Reggimento della contea di Surry, 3 compagnie
  - Reggimento della contea di Tryon, 8 compagnie
- Brigata del distretto di Wilmington
  - Reggimento della contea di Bladen, 8 compagnie
  - Reggimento della contea di Brunswick, 1 compagnia
  - Reggimento della contea di Cumberland, 2 compagnie
  - Reggimento della contea di Duplin, 10 compagnie
  - Reggimento della contea di Onslow, 3 compagnie
  - Nuovo reggimento della contea di Hannover, 2 compagnie di rangers indipendenti volontari